# Barceloneta (plaats)
Barceloneta is een plaats (zona urbana) in het Amerikaanse unincorporated territory Puerto Rico, en valt bestuurlijk gezien onder gemeente Barceloneta.

## Demografie
Bij de volkstelling in 2000 werd het aantal inwoners vastgesteld op 4253.

## Geografie
Volgens het United States Census Bureau beslaat de plaats een oppervlakte van
2,5 km², geheel bestaande uit land. Barceloneta ligt op ongeveer 3 m boven zeeniveau.

## Plaatsen in de nabije omgeving

Kerk Nuestra Señora del Carmen

De onderstaande figuur toont nabijgelegen plaatsen in een straal van 32 km rond Barceloneta.